# Knud N. - et portræt af maleren Knud Nielsen
|  | Denne artikel er oprettet af botten Steenthbot ud fra en ekstern database. Den kan derfor have sproglige fejl eller mangler. Denne skabelon kan fjernes efter kontrol af indholdet. |

Knud N. - et portræt af maleren Knud Nielsen er en dansk portrætfilm fra 2003 instrueret af Ole Askman.